# Astaena pilicollis
Astaena pilicollis är en skalbaggsart som beskrevs av Frey 1973. Astaena pilicollis ingår i släktet Astaena och familjen Melolonthidae. Inga underarter finns listade.